# 吴庆诚
吴庆诚（1918年—1997年），男，直隶（今河北）深县人，中华人民共和国政治人物，曾任河北省革命委员会副主任，河北省人大常委会副主任。